# Bastionsbjerget (Riga)
Bastionsbjerget (lettisk: Bastejkalns) er en rummelig park i den østlige udkant af den gamle by i Riga, hovedstaden i Letland.
Stedet for denne offentlige park blev indtil 1856 anvendt som en del af Rigas befæstning, og bestod i den forbindelse af jordvolde, afdækkede skyttegrave, bastioner og voldgrave. Dette fæstningsafsnit var underlagt kommandøren af Krudttårnet.
I de efterfølgende år, blev det åbne område omlagt med betydelige opdæmninger og indretning af bykanalen, og forbundet med broer til den nye østlige forstad. På foranledning af arkitekterne Johann Daniel Felsko og Otto Dietze oprettedes her et grønt bælte af parker og haver samt brede boulevarder, hvoraf Bastionsbjerget blot udgjorde sin del. En stor del af anlæggene planlagdes af landskabsarkitekten Georg Kuphaldt. En af seværdighederne og en berigelse af anlægget er vandkunsten fra 1898 udformet som en katarakt.
Parken er  gennem tiden blevet udvidet til at omfatte andre områder og faciliteter, hvortil kommer Frihedsmonumentet og de to mindesmærker for ofrene for OMON-styrkerne i januar 1991, bestående af borgere og sikkerhedsstyrker.